# Cablemás
Cablemás fue un proveedor de televisión por cable e internet mexicano, propiedad de Grupo Televisa desde 2009. Ofrecía con servicios triple play (video por cable, telefonía e internet). Su plataforma de televisión podía ser tanto analógica (NTSC) o digital (HFC), esta última con canales en alta definición. La compañía tenía su sede en la Colonia Juárez, Cuauhtémoc, Ciudad de México.
Hasta 2015, Cablemás fue una de las principales competidoras de los servicios triple play (transmisión de imagen, voz y datos) en México. En el caso de algunas localidades, existía competencia en este segmento económico (tal es el caso de Maxcom en la Ciudad de México). En otras localidades como Quintana Roo, Campeche o Yucatán, era el único proveedor de este servicio, lo cual le otorga el virtual monopolio para la región sureste (aunque en la práctica, el competidor más fuerte, Telmex ofrecía un paquete similar de voz y datos que incluye televisión de paga mediante Dish, pero al no ser un servicio integrado, no se puede considerar técnicamente como un servicio triple play).
Cablemás tenía presencia tanto en el norte, noroeste, sur y sureste, así como en el centro del país.
A partir del 2015, Cablemás desaparece como marca comercial a la par de Cablecom para dar paso a Izzi Telecom, siguiendo la estrategia de Televisa de unificar sus operaciones de televisión por suscripción en todo el país bajo una sola marca (del mismo modo que Cablevisión).
El nuevo portal de Izzi Telecom se presentó en el portal de internet de la dicha cableoperadora el 30 de julio de 2016 a las 7:45 a. m..
A partir del 1 de agosto de 2017, el portal de internet de Cablemás es cerrado y reemplazado por el de Izzi Telecom, al igual que las páginas web de Cablecom y Cablevisión.
Cabe recalcar que en algunos puntos donde se concentraba la empresa, fueron cambiados a 2 empresas divididas, es decir, una parte pasa a Izzi Telecom y la segunda parte pasa a "Wizz"

## Servicios
Cablemás ofrecía servicios tipo triple play (televisión por cable, telefonía e Internet).

### Televisión
Cablemás cuenta con dos tipos de señal de televisión: analógica y digital, ofreciendo en sus paquetes diversas combinaciones de estas dos tecnologías. En el caso de la televisión digital, esta cuenta además con canales en alta definición. Para sintonizar los canales de televisión digital, es necesario contar con un decodificador específico para tal fin, que la empresa proporciona sin costo a sus suscriptores, en el caso de la primera unidad.

### Telefonía
Cablemás brindaba telefonía en sistema digital (información transmitida a base de datos).

### Internet
Cablemás brindaba servicios tipo ISP, y oferta diversos planes de servicio de banda ancha, divididos por la velocidad teórica máxima que pueden alcanzar sus diversos paquetes; mismos que van desde los 6 a los 500 Mbps.
El servicio puede ser mediante cable, con equipos especiales (cable-módems) para estos fines. Cablemás usa IP públicas.

## Críticas
El servicio de Cablemás ha recibido numerosas críticas por parte de sus usuarios. El sitio web apestan.com pone a Cablemás en el lugar número 41 de su lista de «empresas más apestosas» (aún por debajo de Cablevisión, quién ocupa el sitio 12) y una búsqueda en el mismo sitio usando el filtro «Cablemas» revela más de 2500 quejas relacionadas con el servicio (para el 8 de noviembre de 2012). Por su parte, la PROFECO recibió en 2011 9500 denuncias relacionadas con cobros indebidos, fallas en el servicio e incumplimiento de contrato, entre otros; por parte de Cablemás. La empresa ha sido calificada en la prensa con calificativos como tranza, fraudulenta, abusiva y similares
Sin embargo, es de notarse que en 2013, la plataforma de series y películas en línea Netflix declaró a cablemás «el proveedor de Internet con el servicio más rápido en México», basándose en mediciones propias de Netflix.